# Dunne Hein
Dunne Hein is het vierde boek uit de Schijfwereld serie van Terry Pratchett. Dit is het eerste deel waarin De Dood een belangrijke rol speelt. De oorspronkelijke Engelstalige titel van het boek was: Mort.

## Verhaal
Dunne Hein gaat over een onhandige bonenstaak, Hendrik of kortweg Hein genaamd, uit een klein dorpje in het Ramtopgebergte. Hij heeft de leeftijd bereikt waarop je een beroep zou moeten gaan leren. Daarvoor is er een arbeidsmarkt in het leven geroepen. Wanneer je daar goed wordt bevonden door een Timmerman, word je Timmerman, een Bakker die iets in je ziet maakt je Bakker, enz. Heins vader hoopt hier zijn onhandige zoon een respectabel vak te laten leren.
Net voordat de markt is afgelopen, komt De Dood aanrijden. Hij is op zoek naar een leerjongen, die bovendien zijn aangenomen dochter IJzebel gezelschap kan houden. De vader van Hein kan De Dood niet in zijn werkelijke gedaante zien, maar Hein kan dit wel. De vader van Hein geeft toestemming aan De Dood zijn zoon een jaarlang het vak te leren. En zo komt het dat Hein van het marktplein verdwijnt en terechtkomt in de wereld van De Dood. Hij wordt ingewerkt in het ophalen van zielen van de stervenden en is getuige van de dood van de vader van prinses Kiela en vindt het meisje erg aantrekkelijk.
Hein leert hoe hij de Zeis moet hanteren om de levenslijn door te hakken en zo de zielen los te maken van hun lichaam. Ondertussen maakt hij kennis met het wondere huishouden van De Dood, waaronder IJzebel en de huisknecht Albert. Er is een grote bibliotheek met boeken met de levens van mensen. Vele boeken worden op het moment nog geschreven. IJzebel heeft veel belangstelling voor verhalen over prinsessen en wordt in de bibliotheek door Hein betrapt. Van ieder mens is ook een zandloper aanwezig waarop De Dood kan zien hoelang de persoon nog te leven heeft.
De Dood vraagt zich af waarom mensen plezier maken en onderneemt zelf enkele pogingen. De Dood is niet zichzelf en neemt een poosje vrij, Hein moet zijn werk overnemen. Hein moet de levenslijn van prinses Kiela, die vermoord zal worden, doorhakken. Maar hij is verliefd op haar geworden en dus snijdt hij de levenslijn van de moordenaar door. Dan gaat alles mis, door deze daad zal de werkelijkheid veranderen. De vlaggen in het hele rijk hangen half stok, iedereen is verdrietig en niemand weet waarom. De prinses moet zelfs iemand in dienst nemen om de mensen aan haar te herinneren, maar dat valt niet mee. Bovendien wil degene die opdracht gegeven heeft haar te doden het rijk voor zichzelf. Hein en IJzebel moeten zorgen dat de kroningsceremonie voltrokken wordt, voordat de werkelijkheid verandert. Maar Hein gaat steeds meer op De Dood lijken, nu hij zijn werk heeft overgenomen.
Er is ook commotie op de Gesloten Universiteit, waar Albert een eigen standbeeld blijkt te hebben. Zijn boek in de bibliotheek van De Dood wordt nog altijd geschreven en is enorm dik. Albert leeft al erg lang maar wordt niet ouder, omdat hij in het rijk van De Dood verblijft. Hij wordt echter naar dezelfde plek in de Gesloten Universiteit gebracht, waar hij ooit is verdwenen. Albert wil dan De Dood verslaan, maar treft Hein in zijn plaats. Een strijd begint, maar De Dood komt toch opdagen en verslaat Albert.
IJzebel en Hein zorgen ervoor dat prinses Kiela wordt gekroond, vlak voordat de werkelijkheid verandert. De Dood komt nog langs voor het huwelijk van Hein en IJzebel. Zij heersen over het rijk van prinses Kiela. De Dood wordt door het paar uitgenodigd voor een toekomstig kraamfeest, maar vindt dat ongepast. Als cadeau krijgt het paar een mooie parel. De parel is nog net gered door De Dood toen de werkelijkheid veranderde. Het is het zaad voor een nieuw heelal, samengeperst in deze werkelijkheid.